# Nigel Williams
[[Category:]]
[[Category:]]
[[Category:]]
[[Category:]]
Nigel Reuben Rook Williams (15. srpnja 1944. – 21. travnja 1992.), bio je engleski konzervator restaurator, specijalist za konzerviranje restauriranje keramike i stakla.
Od 1961. godine do smrti radio je u Britanskom muzeju, gdje je 1983. godine postao vodeći konzervator restaurator keramike i stakla. Najpoznatiji je po radu na šljemu iz Sutton Hoo-a te po radu na Portlandskoj vazi. BBC je o konzervaciji oba ova predmeta snimio dokumentarne filmove. Portlandska vaza se prije restauracije sastojala od 189 fragmenata, a pri radu na njoj Williams je koristio epoksidno ljepilo Hxtal NYL koje se i danas koristi (razbijena je 1845. godine, Williamsova restauracija bila je 3. po redu).

## Školovanje
Williams je bio jedan od prvih sustavno specijalistički školovanih konzervatora-restauratora zaposlenih u Britanskom muzeju. Završio je trogodišnji tečaj na institutu za arheologiju pri University Collegeu u Londonu.

## Galerija
- Šljem iz Sutton Hoo-a, oko 625. po Kristu, Britanski muzej, London.
- Portlandska vaza, vjerojatno Italija, između 5. i 25. godine po Kristu, Britanski muzej, London.